# Monte Absalom
Il Monte Absalom, che si eleva fino a 1.640 m, è la più meridionale e la più alta vetta dei Monti Herbert, nella parte centrale della Catena di Shackleton, nella Terra di Coats in Antartide. 
Fu mappato nel 1957 dalla Commonwealth Trans-Antarctic Expedition. Ricevette questa denominazione in onore di Henry W.L. Absalom, membro del Comitato Scientifico della Commonwealth Trans-Antarctic Expedition del 1955-58.